# Женская сборная Кении по кёрлингу
Женская сборная Кении по кёрлингу — представляет Кению на международных соревнованиях по кёрлингу. Управляющей организацией выступает Федерация кёрлинга Кении (англ. Kenya Curling Federation).
Впервые выступила в октябре 2022 на Панконтинентальном чемпионате 2022.

## Результаты выступлений

### Панконтинентальные чемпионаты
| Год  | Место | И | В | П | Состав (четвёртый/скип, третий, второй, первый, запасной, тренер)                                                              |
| ---- | ----- | - | - | - | --- |
| 2022 | 12    | 7 | 2 | 5 | Purity Njuguna (скип), Rose Obilo, Mercy Ngovi, Laventer Oguto, запасной: Tinisga Wanjiru, тренеры: Dean Roth, Pierre Marziali |
| 2023 | 14    | 5 | 0 | 5 | Laventer Oguta (скип), Hanan Ali, Mercy Nina Ngovi, Kyra Sheri Kemu, запасной: Grace Kimathi, тренер: Oliver Echenje           |
| 2024 | 16    | 7 | 0 | 7 | Laventer Oguta (скип), Rose Obilo, Kyra Sheri Kemu, Grace Kemathi, тренер: Haggai Odhiambo Ogak                                |